# Arxiella terrestris
Arxiella terrestris är en svampart som beskrevs av Papendorf 1967. Arxiella terrestris ingår i släktet Arxiella, divisionen sporsäcksvampar och riket svampar.   Inga underarter finns listade i Catalogue of Life.